# تاریخچه ضبط صوت در ایران
ضبط صوت در ایران از دورهٔ قاجار شروع شد و به تدریج با پیشرفت فناوری ضبط‌کردن صدا، این روند در ایران نیز پیشرفت کرد. از آنجا که بخشی از نخستین موارد ضبط صوت ایرانیان، در ابتدا خارج از ایران صورت گرفته بود، این مقاله به آن موارد نیز اشاره می‌کند، اما به موارد ضبط صوت ایرانیان یا موسیقی ایرانی که در خارج از ایران رخ داده و جزء موارد اولیه نبوده، نمی‌پردازد.

## گرامافون
نام گرامافون (یا فونوگراف) برگرفته از نام کمپانی گرامافون است که سازندهٔ دستگاهی به همین نام بود. نخستین دستگاه فونوگراف در اواخر دورهٔ ناصرالدین شاه قاجار به ایران آورده شد و در آن زمان، با نام «حافظ الصوت» یا «حبس الصوت» به آن اشاره می‌شد.
ورود دستگاه گرامافون توسط کمپانی گرامافون به ایران در سال ۱۲۸۴ ه‍.خ و در زمان حکومت مظفرالدین شاه قاجار صورت گرفت. در ابتدا اهالی دربار و اشراف، و سپس مردم با گرامافون آشنا شدند و از طریق آن با آثار موسیقی نیز آشنا شدند.
نخستین تلاش‌ها برای ضبط صدا روی صفحهٔ گرامافون، در زمان قاجار و در پنج دوره رخ داد. دور اول همان سال ۱۲۸۴ بود که در تهران انجام شد. دور دوم سال ۱۲۸۶ در پاریس، دور سوم سال ۱۲۸۸ در لندن، دور چهارم سال ۱۲۹۱ در تهران، و دور پنجم سال ۱۲۹۳ در تلفیس انجام شدند. محتوایی که روی صفحه‌ها ضبط می‌شد شامل سخنان اعضای دربار، محتوای موسیقی، و آثار کمدی یا نمایشی بود. یک تفاوت مهم بین دور اول با دورهای بعدی (به خصوص دور چهارم و پنجم که پس از استبداد صغیر و فرار محمدعلی‌شاه رخ دادند) در آن بود که دور اول به سفارش دربار انجام شد و شامل ضبط صدای مظفرالدین شاه و درباریان، و گروه موسیقی دربار بود، در حالی که در دوره‌های بعدی صدای برخی خوانندگان غیر درباری و برخی زنان خواننده روی صفحه ضبط شد. پس از سال ۱۲۹۳ تا سال ۱۳۰۶ (یعنی برای ۱۴ سال) به دلیل شرایط نامطلوب سیاسی و اقتصادی، ضبط صفحه در ایران انجام نشد. در نتیجه، برخی از موسیقی‌دانان که در همین سال‌ها درگذشتند (همچون میرزا عبدالله فراهانی، میرزا حسینقلی، و درویش‌خان) فرصت این که آثارشان را روی صفحه ضبط کنند، نیافتند.
از بین پنج صفحه‌ای که در دورهٔ اول روی گرامافون ضبط شدند، سه صفحه با صدای مظفرالدین شاه، اتابک اعظم، و وزیر امور خارجهٔ وقت ایران باقی مانده‌اند. در دور دوم ضبط صفحه‌ها، برای نخستین بار صدای زنان خواننده نیز ضبط شد. از میان ۱۴۳ اثری که در این دوره ضبط شدند، ۷۷ اثر متعلق به سه خوانندهٔ زن با نام‌های افتخار خانم، امجد خانم، و زری خانم بودند. هر سهٔ آن‌ها آثاری از تصنیف‌های عارف قزوینی را ضبط کردند. با توجه به لهجهٔ این سه زن، گمان زده می‌شود که آن‌ها از اقلیت‌های مذهبی ایران بوده‌اند.
در سال ۱۳۰۶ ه‍.خ که حکومت پهلوی استقرار یافته بود، کمپانی‌های دیگری نظیر هیزمسترزویس و پولیفون به ایران آمدند و وسعت چشمگیرتری به ضبط و پخش آثار صوتی پرداختند. در این دوره، جامعهٔ ایران هم به تجددگرایی روی آورده بود و دستگاه‌های گرامافون به هتل‌ها، رستوران‌ها و قهوه‌خانه‌ها راه یافتند. اما پس از آنکه تصنیف‌هایی همچون مرغ سحر با صدای ملوک ضرابی، «ای دست حق» (اثر عارف قزوینی، با صدای قمرالملوک وزیری) و اشعار محمدتقی بهار (با صدای جمال صفوی) از این طریق ضبط و پخش شدند، حکومت پی‌برد که گرامافون تنها وسیله‌ای تجملی نیست و می‌توانند مانند مطبوعات برای حکومت خطرساز باشد. در نتیجه، در سال ۱۳۰۷ هیئت دولت محدودیت‌هایی برای قراردادهای ضبط موسیقی و شرایط ضبط و پخش آنان تصویب کرد.
در دورهٔ پهلوی، صفحه‌های گرامافون با قابلیت ضبط روی هر دو سوی صفحه متداول گشتند. صفحه‌های گرامافون تا دههٔ ۱۳۵۰ ه‍.خ رسانه‌ای تأثیرگذار در تاریخ اجتماعی ایران بودند و از آن زمان به بعد، رسانه‌های صوتی دیگر جایگزین آن شدند.

## نوار کاست
نوار مغناطیسی در دههٔ ۱۹۴۰ م. ساخته شد و فرم اولیهٔ آن دستگاه‌های قرقره‌ای ریل بودند. سپس شکل جمع‌وجورتر نوار مغناطیسی به صورت نوار کاست ساخته شد و رواج یافت. در سال‌های ۱۳۴۵ تا ۱۳۵۵ ه‍.خ چند کاست از برنامه گل‌ها و برخی ارکسترها و تکنوازی‌ها توسط سازمان رادیو تلویزیون ملی ایران و شرکت‌های خصوصی روی کاست ضبط و منتشر شدند.

## لوح فشرده
لوح فشرده در دههٔ ۱۹۸۰ م. ابداع شد و نخستین آلبوم‌هایی که مشخصاً برای ضبط روی لوح فشرده ساخته شدند نیز در همان دهه ضبط شدند.

## رسانه‌های جاری
رسانه جاری (یا استریم) فناوری جدیدتری است که امکان پخش موسیقی را از طریق اینترنت و بدون استفاده از رسانه‌های فیزیکی فراهم می‌کند.